# Diomedovi otoci
Diomedovi otoci (eng. Diomede Islands, rus. Острова́ Диоми́да, Острова Гво́здева) dva su mala otoka u Beringovu prolazu. Otkrio ih je Vitus Jonassen Bering 1728. godine. Veliki Diomed (eng. Big Diomede, rus. Остров Ратманова), s meteorološkom postajom, pripada Rusiji, a Mali Diomed (eng. Little Diomede, rus. Остров Крузенштерна) Sjedinjenim Američkim Državama. Udaljenost između otoka iznosi 3,8 km. Ta udaljenost najmanje je udaljenost između Rusije i SAD-a. Jedino stalno naselje je Diomede koji se nalazi na Malom Diomedu. Diomede je prema popisu stanovništva iz 2021. godine imao 82 stanovnika.
Diomedovi otoci nalaze se u sredini Beringovog prolaza između Čukotkog poluotoka i Aljaske. Sjeverno od Diomedovih otoka nalazi se Čukotsko more, a južno od njih Beringovo more. Fairway Rock koji se nalazi 9,3 km jugoistočno, generalno nije smatran dijelom Diomedovih otoka. Između Velikog i Malog Diomeda prolazi međunarodna datumska granica, stoga je Veliki Diomed skoro dan unaprijed od Malog Diomeda. Zbog lokalno definiranih vremenskih zoni, Veliki Diomed je 21 sati ispred (20 sati tijekom ljeta) od Malog Diomeda.

## Vanjske poveznice
|  | Zajednički poslužitelj ima još gradiva o temi Diomedovi otoci |